# Samet Bulut
Pour les articles homonymes, voir Bulut.
Samet Bulut, né le 18 août 2002 à Bursa, est un coureur cycliste turc. Il participe à des compétitions sur route et en VTT.

## Biographie
Samet Bulut est originaire de Bursa, au nord-ouest de l'Anatolie. Durant son enfance, il se trouve en situation de surpoids. Son père décide alors de lui offrir son premier vélo, afin qu'il acquérisse une meilleure condition physique. Dans un premier temps, il se contente de pratiquer ce sport par loisir. Il commence à s'entraîner de manière sérieuse en 2015, après avoir rencontré un ancien coureur cycliste. D'abord vététiste, il devient champion national de Turquie dans le cross-country en 2016, chez les moins de 15 ans,.
En 2018, il est sacré champion des Balkans de VTT dans sa catégorie d'âge. Il réalise aussi ses débuts sur route. Dans cette dernière discipline, on le retrouve au départ des championnats de Turquie interscolaires, où il se classe deuxième de la course en ligne et troisième du contre-la-montre. L'année suivante, il finit troisième du championnat de Turquie de VTT chez les juniors. Il intègre ensuite l'équipe continentale Spor Toto en 2021. Avec cette formation, il devient double champion de Turquie espoirs en 2022, dans la course sur route et le VTT marathon. Il représente par ailleurs son pays aux Jeux méditerranéens et aux championnats du monde espoirs. 
Lors de la saison 2023, il décroche diverses places d'honneur dans des épreuves turques inscrites au calendrier de l'UCI Europe Tour. Il obtient également une victoire et diverses places d'honneur au niveau continental en 2024. Cette même année, il remporte le championnat de Turquie de VTT cross-country marathon chez les élites.

## Palmarès sur route

### Par année
- 2021
  - 2e du championnat de Turquie du contre-la-montre espoirs
- 2022
  -  Champion de Turquie sur route espoirs
  - 2e du championnat de Turquie du contre-la-montre espoirs
- 2023
  - 2e du championnat de Turquie du contre-la-montre espoirs
- 2024
  - Grand Prix Yıldızdağı
- 2025
  -  Champion de Turquie sur route
  - 2e du Grand Prix Aspendos
  - 2e du Tour of Pedalia

### Classements mondiaux
| Année                                 | 2021  | 2022 | 2023 | 2024  |
| ------------------------------------- | ----- | ---- | ---- | ----- |
| Classement mondial                    | 1607e | 712e | 788e | 1196e |
| UCI Europe Tour                       | 1134e | 547e | nc   | nc    |
|                                       |       |      |      |       |
| Légende : nc = non classéSource : UCI |       |      |      |       |

## Palmarès en VTT

### Championnats régionaux
- 2018
  -  Champion des Balkans de cross-country U17

### Championnats nationaux
- 2016
  -  Champion de Turquie de cross-country U15
- 2017
  - 2e du championnat de Turquie de cross-country U17
- 2019
  - 3e du championnat de Turquie de cross-country juniors
- 2022
  -  Champion de Turquie de cross-country marathon espoirs[4]
- 2024
  -  Champion de Turquie de cross-country marathon
- 2025
  - 2e du championnat de Turquie de cross-country short track